# Всемирный день метрологии
Всемирный день метрологии — международный профессиональный праздник. Отмечается 20 мая. Учрежден Международным Комитетом мер и весов (МКМВ) в октябре 1999 года, на 88-м заседании Комитета.

## История

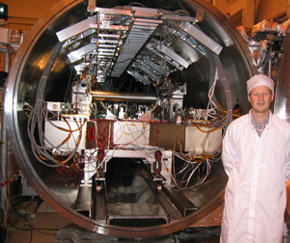
Renaud Goullioud — руководитель проекта в лаборатории реактивного движения НАСА, рядом с метрологическим стендом (MAM) для испытаний оборудования так и не реализованной миссии по интерферометрии космоса (SIM). Задача стенда — обеспечить точность порядка нескольких угловых микросекунд при наблюдении за отклонениями света звезд с целью поиска экзопланет

Появление праздника связано со знаменательной датой, 20 мая 1875 года. В этот день в Париже на Дипломатической метрологической конференции представители 17 государств, включая Россию, поставили свои подписи под знаменитой Метрической конвенцией — первым межправительственным соглашением о научно-техническом сотрудничестве, заложившем фундамент единого международного метрологического пространства. Многостороннее подписание договора во многом стало возможным благодаря усилиям выдающихся русских ученых, прежде всего Д. И. Менделеева, академиков О. В. Струве, Г. И. Вильда, Б. С. Якоби.
В преддверии Всемирного дня метрологии по сложившейся традиции в прессе публикуется Послание Директора Международного бюро мер и весов (с 2013 года этот пост занимает Мартин Милтон) к метрологической общественности.
В России Всемирный день метрологии начали отмечать с 2004 года.

## Девизы праздников
- 2005 — «Глобальное доверие через прослеживаемость в рамках Международной системы единиц».
- 2006 — «Мир метрологии на службе у всего мира».
- 2007 — «Измерения в окружающей нас среде».
- 2008 — «Олимпийские игры невозможны без измерений».
- 2009 — «Измерения в торговле».
- 2010 — «Измерения в Науке и Технике. Мост к инновациям».
- 2011 — «Измерения в химии. Химические измерения для нашей жизни, нашего будущего».
- 2012 — «Метрология для безопасности».
- 2013 — «Измерения в повседневной жизни».
- 2014 — «Измерения и глобальная энергетическая проблема».
- 2015 — «Измерения и свет».
- 2016 — «Измерения в динамичном мире»[3].
- 2017 — «Измерения для транспорта»[4].
- 2018 — «В постоянном развитии — Международная система единиц (СИ)»[5].
- 2019 — «Международная система единиц измерений — принципиально лучше»[6] (англ. The International System of Units — Fundamentally better»[7]).
- 2020 —  «Измерения для глобальной торговли». [8][9] (англ. «Measurements for global trade»).
- 2021 — «Измерения для здоровья»
- 2022 — «Метрология в цифровую эпоху»
- 2023 — «Измерения для поддержания мировой продовольственной системы»
- 2024 — «Мы измеряем сегодня для устойчивого завтра»

## 2011
В Метрологическом музее ВНИИМ открылась выставка, посвященная участию ВНИИМ в мероприятиях, приуроченных к Всемирному дню метрологии.
В экспозиции представлена золотая медаль выставки «Метрология 2010» за разработку транспортируемого эталона единицы массовой концентрации частиц в аэродисперсных средах.
Также представлены исторические документы о деятельности Технического комитета Министерства финансов, к работе которого были привлечены такие выдающиеся метрологи как А. Я. Купфер, В. С. Глухов, Д. И. Менделеев. Экспозиция отражает вклад Технического комитета в развитие научной спиртометрии и деятельность по подготовке и введению акцизной системы в России: докторская диссертация Д. И. Менделеева «О соединении спирта с водой» (1865 г.), спиртомеры разных лет, поверенные в Главной палате мер и весов, комплект образцовых мер объема для жидких тел (XIX в.) и др.
Представлены новые материалы, в том числе о выдающемся химике Н. Д. Зелинском.

## 2015
В 2015 году Всемирный день метрологии проходил под девизом «Измерения и свет», связанным с тем, что 2015 год был провозглашён Генеральной Ассамблеей ООН Международным годом света и световых технологий. В мае 2015 года прошли 11-й  Московский международный инновационный форум и выставка «Точные измерения — основа качества и безопасности», которые состоялись в Москве на ВВЦ, приуроченные к празднованию Всемирного дня метрологии. В 2015 году  отметил своё 90-летие РОССТАНДАРТ (1925—2015).